# Victor Folin

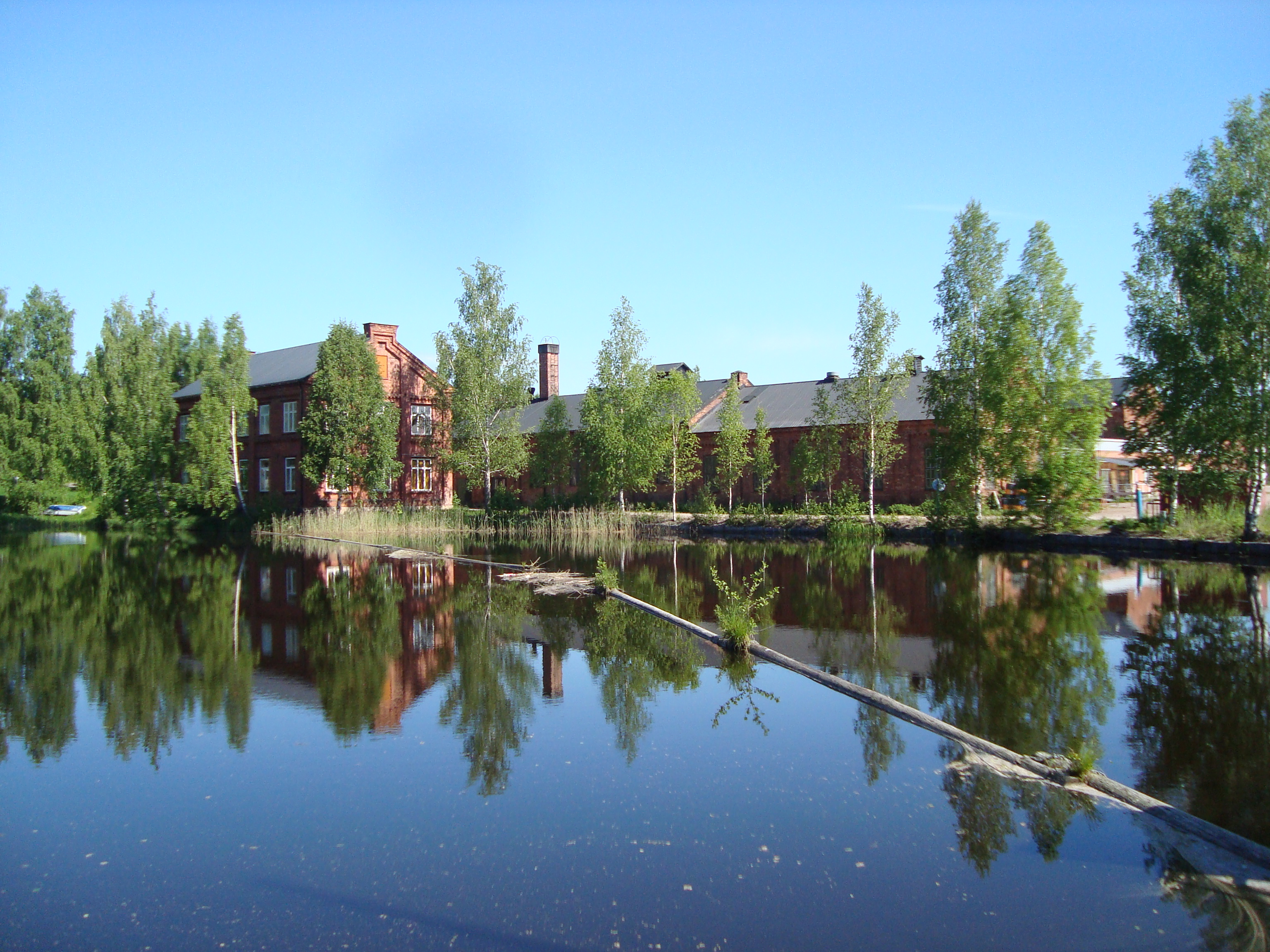
Hammarby bruk

Claes Erik Victor Folin, född 28 oktober 1850 i Stockholm, död 15 juni 1915 i Stockholm, var en svensk disponent och riksdagsman.
Victor Folin var son till skräddarmästaren Carl Erik Folin och Ulrika Dahlberg. Han studerade på Tekniska elementarskolan i Norrköping med examen 1868 och var därefter elev vid Holmens pappersbruk 1869 samt vid pappersbruk i Tyskland och Belgien 1871–1873. Han var verkmästare vid Jössefors pappersbruk 1874–1875, teknisk ledare för pappersbruk i Turkiet 1875 samt pappersmästare och föreståndare för Munkedals pappersbruk 1876–1883.
Han grundade tillsammans med Gustav Theodor Lindstedt Billeruds sulfitfabrik 1882 och var ingenjör där till 1888 och därefter disponent för Storviks Sulfit AB (Hammarby) 1888–1907.
Victor Folin var ledamot av riksdagens första kammare från 1906, invald i Gävleborgs läns valkrets.
Han gifte sig 1877 med Charlotta (Lotten) Ulrika Widergren (född 1851).